# Патера Дажбога
Патера Дажбога — патера (вулканічна кальдера) на супутнику Юпітера Іо. Названа на честь слов'янського бога сонця Дажбога в 1979 році, він має найбільший розмір приблизно 120 км. Розташована за координатами 55°08′ пн. ш. 301°31′ зх. д. / 55.13° пн. ш. 301.52° зх. д.. Цей вулкан важко відрізнити від інших вулканів і геологічних особливостей на деяких зображеннях Іо. На зображеннях космічного корабля «Вояджер» ця кальдера досить помітна за її темно-червоним дном з темним ореолом навколо кальдери. Однак на зображеннях «Галілея» важко визначити, де знаходиться вулкан. Вважалося, що вулкан був неактивним. Але в липні 1998 року космічний телескоп «Габбл» за допомогою інструменту NICMOS виявив гарячу точку на Дажбозі.